# Малик
Малик (на албански: Maliq) е малък град в Корчански окръг в източната част на Албания.

## Местоположение
Малик се намира на 100 km от Тирана, на 11 km от другият град в окръга Корча и на 24 km от границата с Гърция. Градът се намира между 3 планини, на надморска височина от 820 m, което го прави един от най-високите градове в Албания.

## История
На Етнографската карта на Битолския вилает на Картографския институт в София от 1901 година Малик е чисто албанско мюсюлманско село в Корчанската каза на Корчанския санджак с 10 къщи.
Според преброяването на населението през 2004 година градът има население 5361 души, създаващи 1388 семейства.